# Siedliska (powiat Przemyski)
Siedliska is een dorp in de Poolse woiwodschap Subkarpaten. De plaats maakt deel uit van de gemeente Medyka.